# The Trouble with Love Is
„The Trouble with Love Is” este cel de-al patrulea și ultimul single extras de pe albumul de debut al cântăreței de origine americană Kelly Clarkson, intitulat Thankful.  Acesta a fost scris de către Clarkson, Evan Rogers și Carl Sturken și produsă de către Rogers și Sturken. În acestă melodie intervin infuențe ale muzicii 
Blues, care accentuează mesajul de dragoste al lui Kelly.
Clarkson a fost presată să aleagă această melodie ca și single, din cauza lipsei de succes cu care s-a confruntat precedenta (Low). The Trouble with Love Is a fost cea de-a doua baladă extrasă de pe albumul Thankful, prima fiind hitul A Moment Like This. Casa sa de discuri a încurajat-o să facă aleagă această melodie ca și single, dar în cele din urmă nu s-a dovedit a fi una foarte bună, deoarece influențele sale blues nu erau foarte foarte apreciate de către ascultători la acea vreme.

## Pozițiile ocupate în clasamente
| Clasamentul (2003)               | Poziția maximă ocupată |
| -------------------------------- | ---------------------- |
| U.S. Billboard Singles Chart     | 101                    |
| U.S. Billboard Top 40 Tracks     | 36                     |
| U.S. Billboard Top 40 Mainstream | 22                     |
| U.S. Billboard Adult Top 40      | 21                     |
| UK Singles Chart                 | 35                     |
| Australian Singles Chart         | 11                     |
| Dutch Top 40                     | 32                     |